# Gerichtsamt Waldheim
Das Gerichtsamt Waldheim war in den Jahren zwischen 1856 und 1874 die unterste Verwaltungseinheit und von 1856 bis 1879 nach der Abschaffung der Patrimonialgesetzgebung im Königreich Sachsen Eingangsgericht. Es hatte seinen Amtssitz in der Stadt Waldheim.

## Geschichte
Nach dem Tod des Königs Friedrich August II. von Sachsen wurde unter dessen Nachfolger König Johann nach dem Vorbild anderer Staaten des Deutschen Bundes die Abschaffung der Patrimonialgesetzgebung verordnet. An die Stelle der bisher im Königreich Sachsen in Stadt und Land vorhandenen Gerichte der untersten Instanz traten die zentral gelegenen Bezirksgerichte und Gerichtsämter in nahezu allen größeren Städten. Die Details der Verwaltungsreform regelten das sächsische Gerichtsverfassungsgesetz vom 11. August 1855 und die Verordnung über die Bildung der Gerichtsbezirke vom 2. September 1856.
Stichtag für das Inkrafttreten der neuen Behördenstruktur im Königreich Sachsen war der 1. Oktober 1856. Das neu gebildete Gerichtsamt Waldheim unterstand dem Bezirksgericht Mittweida. Aufgelöst wurden das am 16. Oktober 1833 eröffnete Königliche Gericht Waldheim. Dieses Gericht hatte die Jurisdiktion der Stadt Waldheim, des Armen-, Waisen- und Zuchthauses der Stadt und (1843 bis 1856) mehrerer Rittergüter (die Rittergüter Ehrenberg, Heyda und Otzdorf) übernommen.
Der Sprengel des Gerichtsamt Waldheim umfasste folgende Ortschaften:
| - Waldheim mit Breitenberg und Strafanstalt - Beerwalde - Ehrenberg - Gebersbach - Gilsberg - Grünlichtenberg (Grünberg und Lichtenberg) - Heyda bei Otzdorf - Heiligenborn - Höckendorf bei Grünlichtenberg | - Höfchen - Knobelsdorf - Kriebethal - Kriebstein - Massanei mit Vorwerk Massanei - Meinsberg - Moritzfeld - Neudörfchen bei Waldheim - Neuhausen | - Neumilkau bei Waldheim mit den Bierhäusern - Neuschönberg - Otzdorf - Rauschenthal (Ober- und Unter-) - Reichenbach bei Waldheim - Reinsdorf - Rudelsdorf - Schönberg - Storlwald |

Nach der Neustrukturierung der Gerichtsorganisation gemäß dem Gesetz über die Organisation der Behörden für die innere Verwaltung vom 21. April 1873 gingen die Verwaltungsbefugnisse der Gerichtsämter zum 15. Oktober 1874 auf die umgestalteten bzw. neu gebildeten Amtshauptmannschaften über. Seitdem das bisherige königliche Gericht als königliches Gerichtsamt bezeichnet wurde, führte sein Vorstand den Titel Gerichtshauptmann.
Die Verwaltungsaufgaben des Gerichtsamts Waldheim wurden im Zuge der Neustrukturierung der sächsischen Gerichtsorganisation gemäß dem Gesetz über die Organisation der Behörden für die innere Verwaltung vom 21. April 1873 mit Wirkung vom 15. Oktober 1874 in die Amtshauptmannschaft Döbeln mit Sitz in der Stadt Döbeln integriert. Das Gerichtsamt war damit nur noch Gericht, die Trennung der Rechtsprechung von der Verwaltung umgesetzt. Mit der Auflösung des Gerichtsamtes Hartha zum 31. Oktober 1874 wurden folgende weitere sieben Ortschaften dem Gerichtsamt Waldheim zugeordnet: 
- Hartha mit  Reinhardtsthal
- Aschershain
- Diedenhain
- Flemmingen
- Richzenhain
- Saalbach
- Steina mit Vorwerk Steina

Das Gerichtsamt Waldheim wurde 1879 auf Grund des Gesetzes über die Bestimmungen zur Ausführung des Gerichtsverfassungsgesetzes im Deutschen Reich vom 27. Januar 1877 und des Gesetzes über die Zuständigkeit der Gerichte in Sachen der nichtstreitigen Gerichtsbarkeit vom 1. März 1879 durch das neu gegründete Amtsgericht Waldheim abgelöst.

## Schriftliche Überlieferung
Die Archivalien des Gerichtsamts Waldheim werden als Bestand 20110 Gerichtsamt Waldheim heute im Sächsischen Staatsarchiv – Staatsarchiv Leipzig verwaltet. Dieser Bestand umfasst 1,4 laufende Meter Archivgut aus den Jahren 1817 bis 1879.

## Richter
Die Leiter des Gerichtsamts trugen den Titel Gerichtsamtmann. Dies waren:
- 1856–1857: Dr. Ludwig Konstantin Osterloh (vorher Justitiar beim Kgl. Gericht Waldheim)
- 1857–1863: Carl Thilo Meyer (vorher Aktuar beim Bezirksgericht Dresden)
- 1863–1868: Karl Benno Helbig (vorher Assessor beim Gerichtsamt Königstein)
- 1868–1871: Karl Heinrich Speck (vorher Gerichtsamtmann beim Gerichtsamt Reichenbach)
- 1871–1879: Abraham Gottlieb Wellner (vorher Gerichtsamtmann beim Gerichtsamt Geyer)

## Weblink
- Eintrag zum Gerichtsamt Waldheim im Digitalen historischen Ortsverzeichnis von Sachsen